# Produzione di energia elettrica in Svizzera

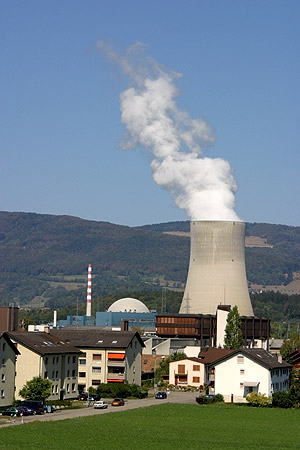
La centrale nucleare di Gösgen nel Canton Soletta, in grado di produrre circa 970 MW di potenza, in servizio dal 1979.

In Svizzera la produzione di energia elettrica avviene in gran parte grazie all'utilizzo di energia idroelettrica e nucleare. Quantitativi di ordine di grandezza inferiore provengono da altri tipi di fonti, tra cui principalmente la combustione di fonti fossili. Il paese inoltre, grazie alla sua posizione centrale nel continente europeo ha quantità significative di energia scambiata con l'estero, e in particolare con Francia e Italia.

## Consumi, potenza richiesta e potenza installata

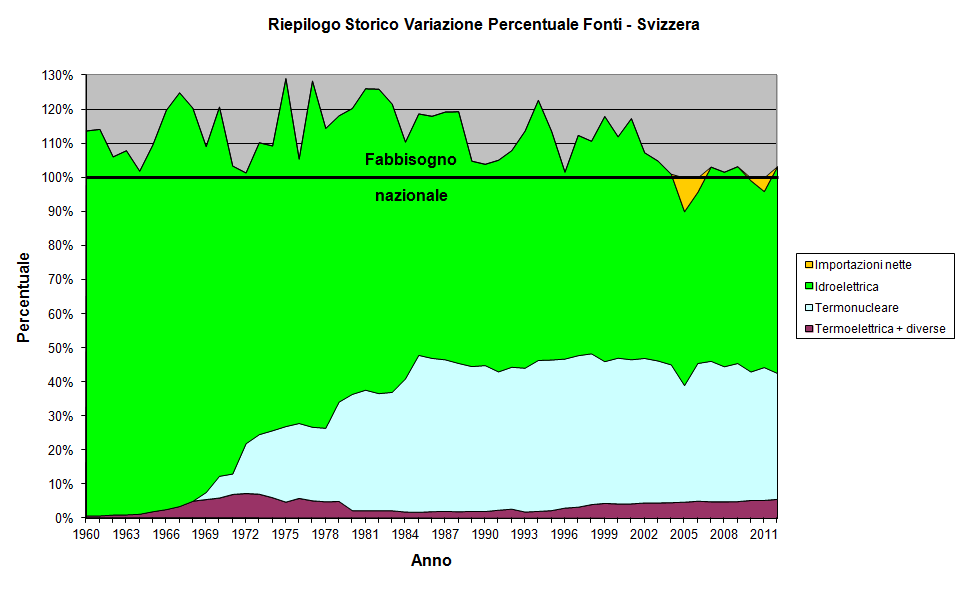
Riepilogo storico variazioni percentuali fonti di energia in Svizzera. Elaborazione da dati UFE (Ufficio federale dell'energia)

La Svizzera, nel 2012, ha avuto un consumo nazionale netto di energia elettrica pari a 58973 GWh, in crescita dello 0,64% rispetto all'anno precedente, inquadrato in un incremento medio dell'1,06% relativo agli ultimi venti anni. È comunque da notare che in questo periodo si sono rilevate forti oscillazioni, soprattutto nel periodo 2008-2011, a causa della  crisi economica di quel periodo. A questi vanno aggiunti 4435 GWh di perdite di rete, che sommati al consumo netto costituiscono il fabbisogno nazionale, pari a 63408 GWh e di cui le perdite costituiscono circa il 7%. Tale fabbisogno è stato soddisfatto da una produzione lorda di energia elettrica pari a 68019 GWh (in crescita dell'8,16% rispetto all'anno precedente, principalmente grazie all'incremento della fonte idroelettrica), comprensiva anche del fabbisogno per alimentare le stazioni di pompaggio (2466 GWh). Lo scarto rimanente è rappresentato da esportazioni di elettricità verso l'estero nella misura di 2200 GWh netti (circa il 3,5% del fabbisogno nazionale).
Per quanto riguarda la potenza richiesta, ciò si traduce in circa 7,24 GW di potenza elettrica netta istantanea media. Tali valori oscillano tra la notte e il giorno mediamente tra 6 e 8 GW, con punte massime invernali che possono arrivare, durante il giorno, fino a 10 GW. Tale richiesta è soddisfatta con una potenza massima disponibile delle centrali calcolata nel 2012 in 12428 MW.
La produzione lorda di energia elettrica si ripartisce essenzialmente in tre gruppi principali: considerando dati mediati sull'intero anno (2012), il 60,63% è prodotto da centrali idroelettriche (a bacino o ad acqua fluente), il 36,98% è prodotto da centrali nucleari, il 5,72% è prodotto da centrali termoelettriche e, in misura minore, dalle "nuove" fonti di energia rinnovabile (le cosiddette "NFER": incenerimento di rifiuti organici e biomassa, energia geotermica, eolica e solare).

## Tipologie di fonti energetiche primarie utilizzate

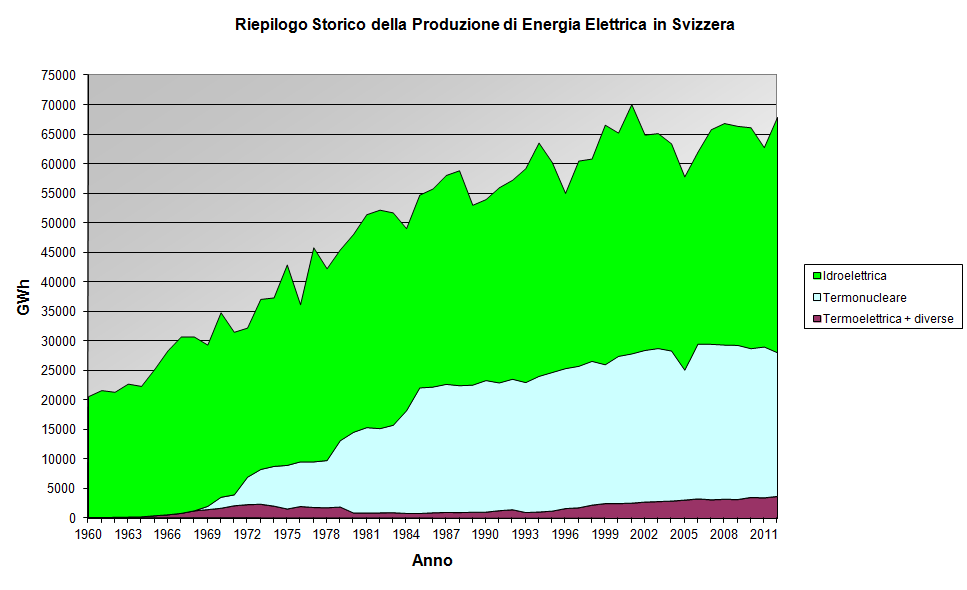
Riepilogo storico della produzione di energia elettrica in Svizzera per fonte. Elaborazione da dati UFE (Ufficio federale dell'energia)

### Energia idroelettrica
Lo sfruttamento dell'energia idroelettrica rappresenta la principale fonte di approvvigionamento energetico nella confederazione (il 60,63% della produzione nazionale), quella utilizzata da più tempo e di fatto quasi l'unica fino ai primi anni sessanta, quando è stata affiancata dallo sfruttamento dell'energia nucleare.
Tale produzione idroelettrica è ottenuta per il 55% con centrali idroelettriche a bacino di accumulo, e per la parte restante con centrali ad acqua fluente. In particolare, questa seconda classe di centrali è caratterizzata da una forte oscillazione ciclica stagionale, con massimi estivi e minimi invernali, tali da comportare una riduzione di circa il 50% dell'energia prodotta da queste centrali nei mesi invernali. Le centrali a bacino sono invece caratterizzate da oscillazioni minori.

### Energia nucleare
La Svizzera ha cominciato a sfruttare l'energia nucleare per la produzione di energia elettrica a partire dalla fine degli anni sessanta (1968, primo allacciamento alla rete della centrale nucleare di Lucens). La percentuale di produzione da nucleare è cresciuta in maniera molto rapida fino al 1985, per poi mantenersi pressoché costante negli anni successivi, nei quali non sono stati effettuati allacciamenti di nuovi impianti. Oggi tale fonte fornisce, con 5 reattori operativi, il 36,98% della produzione nazionale, con un massimo percentuale del 46,1% raggiunto appunto nel 1985.
Sebbene l'Ufficio Federale dell'Energia veda con favore la progettazione di due ulteriori nuovi impianti, il 25 maggio 2011, anche in seguito all'impressione provocata dall'incidente alla centrale giapponese di Fukushima Dai-ichi il Consiglio Federale svizzero ha deciso il blocco della costruzione di nuove centrali nucleari e l'abbandono progressivo di tale fonte. Tale decisione è stata in seguito parzialmente confermata dal Consiglio nazionale, pur con la raccomandazione di non abbandonare la formazione e la ricerca nel settore.  .Il 21 Maggio 2017 è stato definitivamente sancito l'abbandono progressivo con un referendum

### Altre fonti di energia
Le statistiche elvetiche raggruppano, sotto la generica definizione di "centrali termiche classiche e varie" tutte le forme di produzione di energia differenti dall'idroelettrico e dal nucleare, comprendendo sia centrali termoelettriche alimentate da combustibili fossili, sia l'incenerimento dei rifiuti (che costituisce la parte preponderante, "pesando" circa il 50% di tale mix), sia le cosiddette "nuove fonti di energia rinnovabile" (in particolare la combustione di biomasse, l'energia eolica e solare), che comunque tutte insieme, non giungono a superare il 6% circa della produzione nazionale elvetica. Negli ultimi cinque decenni, tali fonti hanno raggiunto un massimo percentuale nel 1972, tuttavia con appena il 7,5% della produzione.

### Scambi con l'estero

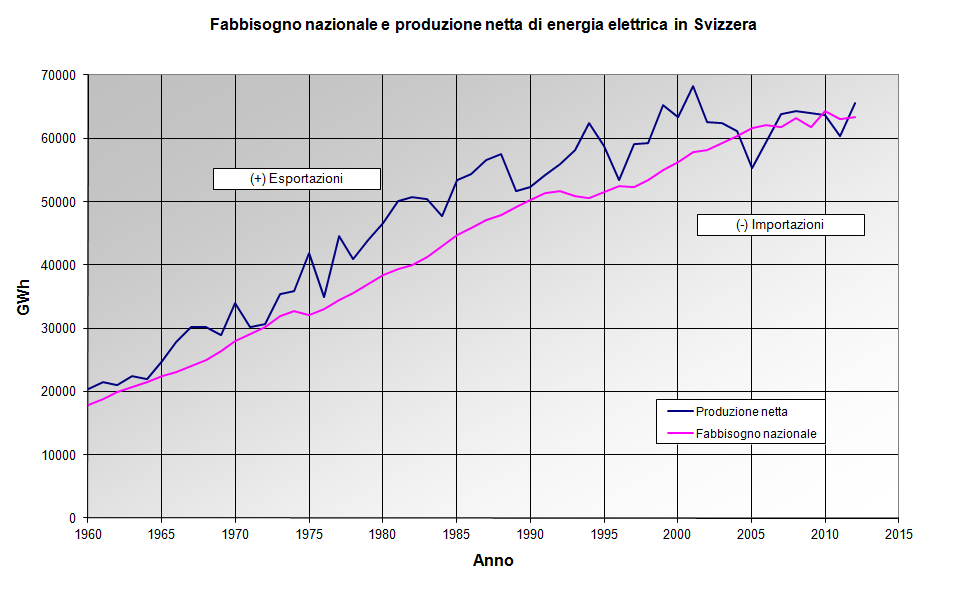
Riepilogo storico fabbisogno nazionale e produzione netta di energia elettrica in Svizzera. Elaborazione da dati UFE (Ufficio federale dell'energia)

La Svizzera è tradizionalmente un paese esportatore di energia, con una produzione nazionale generalmente superiore al fabbisogno nazionale. Tale caratteristica, molto marcata fino a tutti gli anni ottanta (con punte di sovrapproduzione fino al 30%) è andata tuttavia lentamente affievolendosi negli ultimi anni, fino ad invertirsi temporaneamente nel 2005, nel 2006, nel 2010 e nel 2011. In particolare, a causa delle oscillazioni stagionali della produzione idroelettrica, la Svizzera risulta essere un importatore netto nei mesi invernali ed esportatore nei mesi più caldi, da maggio a settembre.
Il paese inoltre, trovandosi al centro dell'Europa, si trova ad essere crocevia di significative quantità di energia scambiata, che nel 2012 sono state pari a 175 TWh (somma di tutta l'energia  scambiata in ingresso e in uscita), pari a oltre il doppio del fabbisogno nazionale, uno dei valori più elevati del continente.
Circa il 61% di tale traffico è costituito dagli scambi con la Germania, sebbene con flussi in ingresso ed uscita praticamente equivalenti. Circa il 36% è invece costituito dagli scambi fra Francia e Italia, principalmente in ingresso dalla Francia e in uscita verso l'Italia: in pratica la Svizzera figura come un "ponte" per la trasmissione di energia elettrica prodotta in Francia verso l'Italia. Percentuali sensibilmente inferiori vengono scambiate con gli altri paesi confinanti..